# شيري باوتشر
شيري باوتشر (بالإنجليزية: Sherry Boucher)‏ هي ممثلة أمريكية، ولدت في 16 يونيو 1945 في الولايات المتحدة.

## وصلات خارجية
- شيري باوتشر على موقع IMDb (الإنجليزية)
- شيري باوتشر على موقع IMDb (الإنجليزية)
- شيري باوتشر على موقع قاعدة بيانات الفيلم (الإنجليزية)